# 電子ゲーム
電子ゲーム（でんしゲーム、w:Electronic game）は、操作する人と電子機器との間での相互作用に基づいたゲームである。1970年代にテレタイプ端末を用いたものが最初期であり、ゲーム内蔵型の専用ゲーム機や電子装置を備えたピンボール機器、エレメカ、パチンコなどの償還ゲーム、スロットマシンなどがある。また、コンピュータゲーム全般を指すこともある。
日本においては特に内蔵された大規模集積回路（LSI）チップによって制御されるソフトウェア内蔵型の小型携帯型ゲーム機のことを指し、液晶画面（LCD）を見ながら操作ボタンを押して遊ぶもので、電子LSIゲームやLSIゲームとも呼ばれる。一部の商品ではLSIゲームよりも小型なものをLCDゲームと呼んでいるが、通常は液晶画面を持たないものはLCDゲームの範疇には含まれない。
以下、本記事では主に小型携帯型ゲーム機における電子ゲームについて述べる。

## 概要
ゲーム機本体は安価であるがソフトウェアが内蔵された電子回路と一体になっているため、ソフトウェアを交換して別のゲームで遊ぶことはできない。卓上時計や電卓などの付加価値機能として、これら電子ゲーム様の機能を持つ機器もある。また同時期には真空管の一種である蛍光表示管（FL管）を使ったFLゲームも発売された。やや大型で消費電力も大きく高価だったものの色彩豊かな表示と見やすい画面を特徴としており、これらFLゲームも電子ゲームと呼ばれた。
液晶電卓と同程度の製造技術・設備で生産できるため、玩具メーカーや家電メーカー、更には電卓や時計のメーカーといった非常に多くのメーカーが参入した。ブーム最盛期には玩具店や時計店、文具店といった一般小売店の一角に商品が積み上げられた。
ゲームのジャンルはアクションゲームやパズルゲームが代表的である。今日では『たまごっち』に代表される、プレイヤーといつでも一緒にいることを前面に押し出した物や、ロッドを振ったりリールを巻き取る釣りゲーム、あるいは歩数計と一体化したものなど、専用のハードウェアが必要な物も登場している。さらには任天堂の『ポケモンミニ』のように、ロムカセット交換により複数のゲームが遊べる電子ゲームも登場するなどの多様化を見せている。その他、1000円未満の安価なキーチェーン型の小型ゲーム機も多数販売されている。
また赤外線によるワイヤレス通信機能があるものや消費電力が小さいことから、太陽電池で動くものも発売された。
電子ゲームのうち、液晶画面を使ったものは以下の特徴を備えている。
- コンパクトで、ポケットに収まる。
- 消費電力が小さく、ボタン電池で1ヶ月以上は遊べる。
- 多くはモノクロ液晶で画面表示。後にカラーの物も開発・発売された。
- 数千円前後、ものによっては数百円程度と安価である。
- 内蔵されたソフトウェアは取り出したり、他のソフトウェアと交換できない。
- 電子ブザーで音は出せるが、複雑なメロディを奏でることはできない。ただし、ビーマニポケットシリーズなどのように、サンプリング音源を駆使して3パート以上のメロディを奏でているものも存在する。

なお登場初期の液晶画面は現在の液晶ディスプレイに用いられるドットマトリックス表示ではなく、今日でも電卓で使われる7セグメントディスプレイのように表示の絵柄があらかじめ固定されその絵柄表示/非表示でゲームを表現していた。

## 歴史
電子ゲームが市場に出現した経緯は、1970年代半ばにゲームセンターでのビデオゲームの出現が引き起こした、爆発的なコンピュータゲームブームに起源を持つ。ブロック崩しやカーレース・風船割りといった素朴な内容のコンピュータゲームが出始めた頃、それを模したような電動の玩具が一般向けに発売され始めた。ただしこれらは模型用の小型モーターや絵を印刷したプラスチックフィルムなどを使用したものであり、電子的な制御機構をもたないため電子ゲームのジャンルには入らない。これらは初期のエレメカのように、電気接点や歯車・カムといった機械要素によって動作していた。

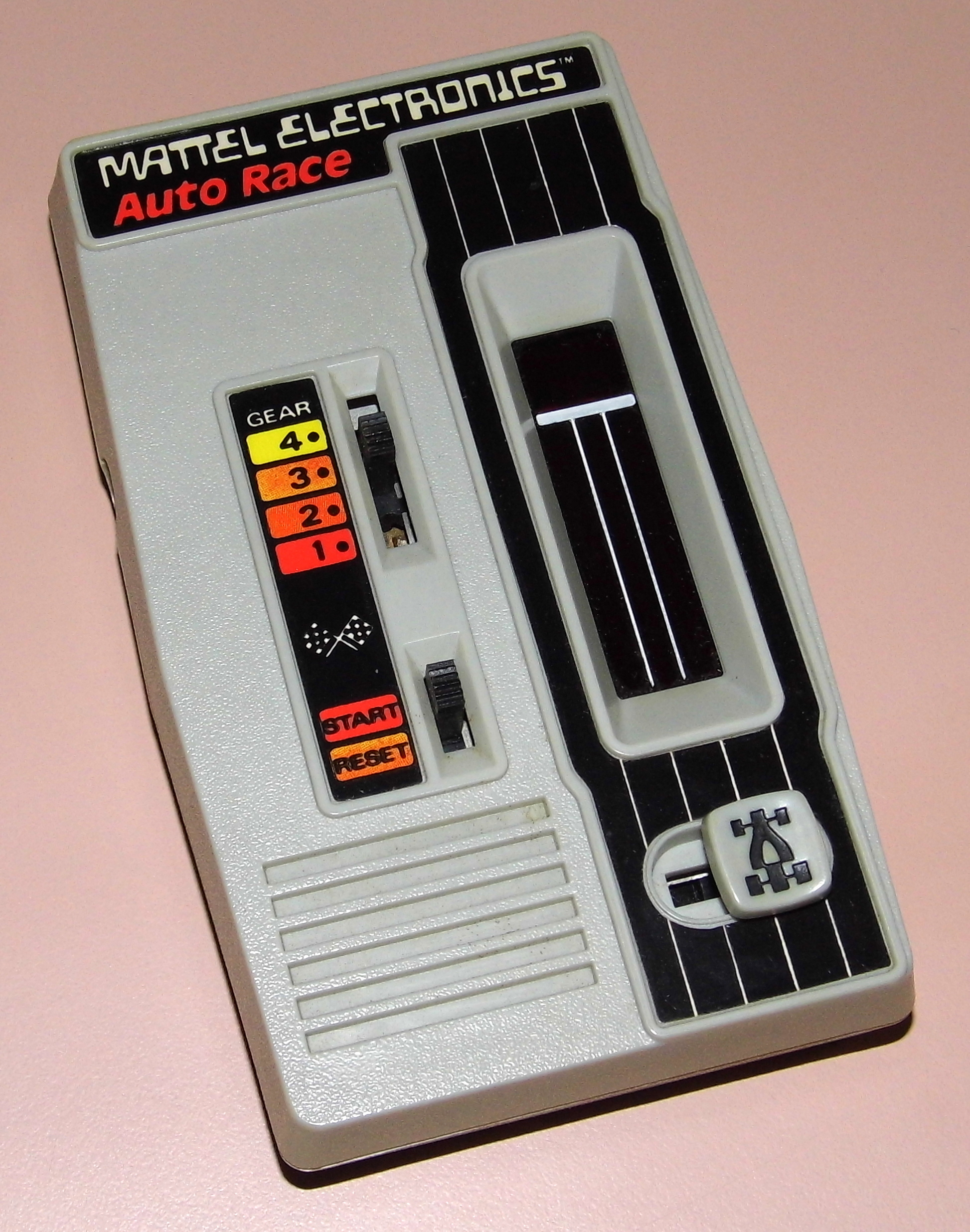
Mattel Auto Race(1976)
並んで取り付けられたLEDを表示機能とする素朴な電子機器でスイッチの切り替えで自車の位置（走行車線）とギア（画面の変化速度）を切り替え、他の車に接触せず追い抜いていく内容。

1976年にアメリカでマテルが『Mattel Auto Race』を発売。これが世界初の携帯型電子ゲーム機とされる。同社が翌1977年に発売した『Mattel Football』はヒット商品となり、その後1980年代初頭にかけ各社から様々な製品が登場した。
日本では1978年にタイトーの『スペースインベーダー』がゲームセンターに登場したことにより、家庭でもこのゲームができないだろうかという需要が発生した。同ゲームに関しては、こういった家庭向け・個人向けニーズに絡んで様々な現象が発生している（スペースインベーダーの項を参照）。
家庭向けの電子的なゲームとしては、1978年に米澤玩具が『サイモン』（アメリカ製）を日本で販売している。このゲームは豆電球の点滅を電子制御することでゲームとしての機能を実現したが、専らモグラ叩きの延長的な単純なものである。バンダイからは『チャンピオンレーサー』や『サブマリン』などの、発光ダイオード（LED）を使用する電子ゲームが発売されている。トミーから『ミサイル遊撃作戦』が発売、この辺りが日本国内初のLSIゲームとされる。なお、ミサイル遊撃作戦はFL管を使用したゲームとしては世界初である。その後『スペースインベーダー』を模したLSIゲームが雨後の筍の如く各社から発売され、電子ゲームは一気に玩具業界の一角を占めるまでになった。
中小メーカーからもこれに追従する形で様々な製品が発売されている。バンダイの『ミサイルベーダー』や『スーパーミサイルベーダー』、エポック社の『デジコムベーダー』、学研の『インベーダー』、シンセイ（新正工業）の『ゲキメツ（撃滅）インベーダー』など「インベーダーゲーム」だけでも十数種類以上数社から発売されている。
この当時、ゲームセンターで人気を誇ったビデオゲームを模した電子ゲームも多数発売されている。バンダイの『クレイジークライミング』（クレイジー・クライマーのライセンス作品）、トミーの『パックマン』、学研の『平安京エイリアン』など様々な製品が登場した。
1980年には任天堂の『ゲーム&ウオッチ』シリーズが発売され、一頃は社会現象にまでなった。その後はロムカセットでゲームの交換が可能なコンシューマーゲームの発達に伴い、LEDやFLを使用したLSIゲームは徐々に衰退して行き、日本でのFLゲームの販売は1985年8月に発売された『スペースハリケーン』を最後に太く短い歴史の幕を閉じた。アメリカでもこの時期が電子ゲーム市場の衰退末期にあたり、1982年発売されたLED・カセット式「アドベンチャービジョン」などは流通量の希少さから、今やマニア間で高値売買されている。
しかし小型で安価かつ単純な液晶画面を使用した電子ゲームはその後も「安価である」という一点を以て生き残っている。これらでは『CUBE WORLD』のような「インテリア的な、ゲーム機能もある何か」や、『デジリーマン』のように「大人のための（息抜き）玩具」に変化したものもみられる。

## 社会現象

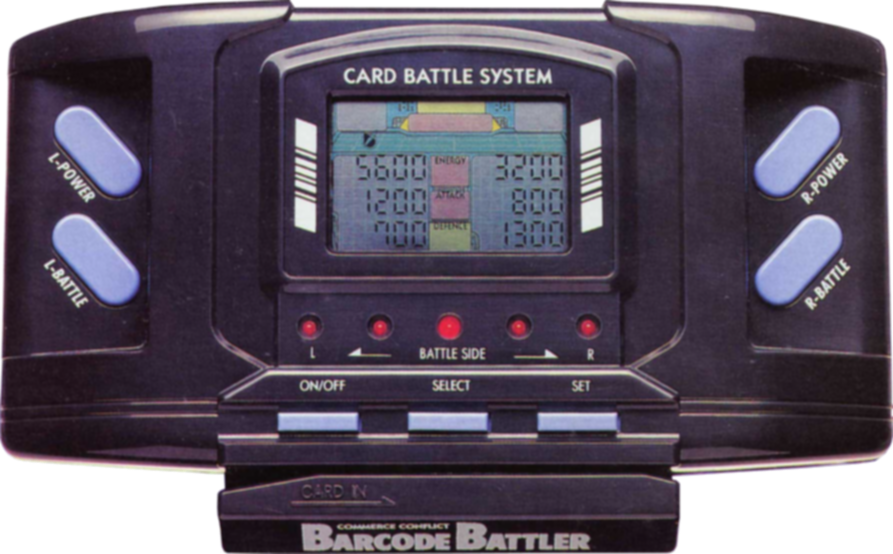
バーコードバトラー（黒）

1970年代後半に登場して最初のブームが訪れて以来、幾度か流行り廃りを繰り返している。その背景には常に「ゲームボーイ」を始めとするカートリッジの交換が可能な、より上位の携帯型ゲームの存在がある。
1970年代
1970年代後半、ゲームセンターでのビデオゲームの進出に併せICやLSI等の集積回路は製造技術の発達（→歩留まりの向上）も伴い急速な価格下落と性能向上によって玩具への転用が可能になった。こうしてLEDとFL管を用いた電子ゲームが登場した。ただFL管を使用したものは消費電力が大きく、また当時の半導体は省電力化がまだ行われておらず大量の電力を必要としていたことや、乾電池の性能の低さもあって動作時間が極端に短く連続で数時間も遊べないものも多かった。また戸外での使用を前提としておらず、輝度の低さから直射日光のもとでは表示が見えなかった。その辺りの事情が、後のLCDを用いたゲーム&ウオッチの爆発的ヒットに繋がって行った。
1980年代
任天堂のゲーム&ウオッチの爆発的なヒットにより、様々なメーカーが参入した。この時期、同ゲーム機を学校に持ってくる児童は後を絶たず、ゲーム機の盗難や貸し借りにまつわる破損などのトラブルが急増。ついには「学校持ち込み禁止令」が出るなどした。また当時の児童が持つ金銭水準から見てこれら電子ゲーム機が些か高価で、同時期に玩具店では店頭展示のゲーム機が盗難に遭うなどの被害が急増し補導者が多数出るなどの問題も取り沙汰され電子ゲーム機の販売自体が芳しくない社会現象として扱われた。
この頃は電子ゲームが高価であったため、ゲーム目的で電子ゲームを沢山持っている裕福な家庭の子供と友達になる低年齢層が多く見受けられた。
任天堂の「ゲーム&ウオッチ」は時間を簡単に潰すことができ、かつ手軽に遊ぶことができるサラリーマンをターゲット層として開発・発売されたといい、子供の電子ゲームをためしにプレイしたら親の方がより没頭してしまったという例もある。また「ゲーム&ウオッチ」の『ジャッジ』は2人対戦ができるが、小さな筐体を使って2人で遊ぶには必然とかなり寄り添うことになる。これを利用して異性との身体接触を狙う低年齢層がいたとされる。
その後のLSI高度化に伴う処理機能の汎用化で、ロムカートリッジにより複数のゲームソフトが使える携帯ゲーム機の登場に押されて次第に市場から姿を消していった。
1990年代
1991年、バーコードの付いたカードを読み取る電子ゲーム機・バーコードバトラーが発売。1996年から、『テトリン55』を始めとする『テトリス』をモチーフとした小型サイズのキーチェーンゲームがブームとなった。同年秋、バンダイが従来の電子ゲームとは一線を画す育成ゲーム『たまごっち』を発売。当初はマイナー商品として細々と売られていたが次第に口コミで流行して同年末には「幻の商品」と化し、最終的に日本国内外で累計4000万個を売り上げるオバケ商品となった。最盛期には生産が間に合わず、プレミアム価格で定価の数倍という高値がついたりリバースエンジニアリングによって内蔵ソフトウェアまでもをコピーしたコピー商品が多数出回り、露天商が路上販売していて摘発されるなどの混乱を招いた。この時期の電子ゲームのブーム自体は1998年になるころには沈静化し「ゲームボーイカラー」や「ゲームボーイアドバンス」に移行していくこととなった。2001年からはiアプリを初めとした携帯電話でゲームができる環境が登場し、急速に普及、定着していった。
2000年代
2004年に『たまごっち』の新シリーズが発売され、初期のブームを知らない低年齢層の女児を中心に第2次ブームを起こしている。1990年代に流行ったようなキーチェーンゲームなども再び見かけるようになり、携帯電話でゲームをすることができない低年齢層を中心に静かに流行している。
また、電子ゲームのフルカラー化が進行した。2001年頃、バンダイはセグメントディスプレイの表示をフルカラー化した『カラーゲームキッズ』シリーズを開始し、2008年には『たまごっち』もフルカラー化された。カラー化された『たまごっち』は小学生女子を中心に人気となった。
2010年代
スマートフォンの流行に伴い、スマートフォン型の電子ゲームが増えていき、人気となった。また、子供向けアーケードゲームの流行とも重なり、『プリティーリズム スマートポッドタッチ』(2012年)や『アイカツフォンスマート』(2013年)などのアーケードゲームとの連携が可能な電子ゲームも登場した。
また、スマートウォッチの登場により、『たまごっち! ラッキーチェック! ウォッチリン』(2013年)や『ジュエルペット ジュエルウォッチ』(2015年)、『ディズニー キャラクター Magical Watch マジカルウォッチ』(2015年)などの腕時計型の電子ゲームが再登場した。

## 電子ゲームの一覧

### 発売メーカー
- 国内: 任天堂、エポック社、トミー (現タカラトミー)、タカラ (現タカラトミー)、コナミ、カシオ、学研、バンダイ、ポピー、バリエ（英語版）など
- 米国: タイガー・エレクトロニクス (現ハズブロ)、コレコ (現ハズブロ)、ミルトン・ブラッドリー（英語版） (現ハズブロ)、パーカー・ブラザーズ (現ハズブロ)、タンディ・コーポレーション (現ラジオシャック)、アタリ、エンテックス（英語版）、コニック、バンビーノなど
- 香港: VTech（英語版）など

### ミニゲームまたはシューティング
- Mattel Auto Race (マテル、1976年)
- ブリップ (トミー、1977年)
- Microvision (Milton Bradley Company、1979年)
- 学研 LSI GAMEシリーズ（学研、1979年頃） - インベーダー (1979年)、平安京エイリアン (1980年) など[4]
- ゲーム&ウオッチ (任天堂、1980年)
- カシオゲームデジタル (カシオ)
- ウォッチマン (トミー、1981年)
- FL ザ・ブロック（バンダイ、1981年）
- LCDゲームデジタル (バンダイ)
- ポケットデジコム (エポック社)
- バンダイ LCD SOLARPOWER（英語版） (バンダイ、1982年)
- トミー 3D立体グラフィックゲーム（英語版） (トミー、1982年)
- スペースコブラ プロフェッショナル (ポピー、1982年)
- ゲームポケコン (エポック社、1985年)
- シュウォッチ (ハドソン、1987年)
- ゲームビジョン (セガ)
- テトリン55 (ゲームテック、1996年)
- マメブルッ (バンダイ)
- マメゲーム (バンダイ)
- 液晶携帯人生ゲーム (タカラ)
- ぷよりん (コンパイル、1997年)
- EL-SPIRITS (エポック社)
- ツッツキバコ (バンダイ、2008年)

### 育成型または対戦型ゲーム
- バーコードバトラー (エポック社、1991年)
- スーパーバーコードウォーズ (バンダイ、1992年)
- たまごっちシリーズ (バンダイ、1996年)
- デジタルモンスター (バンダイ、1997年)
- ポケットビスケッた (マークス、1997年)
- Giga Pets（英語版） (タイガー・エレクトロニクス、1997年)
- ウェーブユーフォー (バンダイ、1997年)
- てくてくエンジェルシリーズ (ハドソン、1997年)
- デジモンペンデュラム (バンダイ、1998年)
- マジカルウィッチーズ (バンダイ、1998年)
- ドラゴンクエスト あるくんです (エニックス、1998年)
- ポケットピカチュウ (任天堂、1998年)
- ヨーカイザー (バンダイ、1998年)
- 爆走戦記メタルウォーカー (カプコン、1998年)
- ダンジョンクエスト (コナミ、1998年)
- ダービーボール (イマジニア、1998年)
- デジヴァイス (バンダイ、1999年)
- K-1グランプリ (ハズブロ)
- ポケモンミニ (任天堂、2001年)
- カラーゲームキッズシリーズ (バンダイ)
- 陰陽闘神機 (バンダイ、2003年)
- レジェンズ (ウィズ) タリスポッド(バンダイ、2004年)
- デジモンアクセル (バンダイ、2005年)
- きぐるみキグミ〜 (バンダイ、2005年)
- CUBE WORLD (Radica Games（英語版）、2005年)
- デジリーマン (コナミ、2006年)
- ポケットドリームコンソール (タカラトミー、2006年)
- そだてて!ムシキング (セガ、2006年)
- 美食獣判定器 グルメスティックセンサー (バンダイ、2011年)

### 音楽ゲーム
- beatmania pocketシリーズ (コナミ、1998年)

### 女児向け
- たまごっちシリーズ (バンダイ、1996年)
- ミメル (トミー、1998年)
- ふしぎ魔法ファンファンファーマシィー アルデルの小びん (バンダイ)
- ふしぎ魔法ファンファンファーマシィー タビスのルーペ (バンダイ)
- 神風怪盗ジャンヌ ロザリオルージュ (バンダイ、1999年)
- 神風怪盗ジャンヌ プティクレア (バンダイ、1999年)
- ミルモでポン! ミルミルショット フェアリーコール (トミー)
- ミルモでポン! リストピディエ ハートミルモード (トミー)
- ぴちぴちぴっち ハートのかけら (タカラ)
- 明日のナージャのケイタイでんわ (バンダイ、2003年)
- ふたりはプリキュア 携帯液晶ペット カードコミューン (バンダイ、2004年)
- ふたりはプリキュア Max Heart ハートフルコミューン (バンダイ、2005年)
- ふたりはプリキュア Max Heart ミラクルコミューン (バンダイ、2005年)
- おねがいマイメロディ けいたいでんわ (アガツマ、2005年)
- ふたりはプリキュア Splash Star エクセレントシリーズ ミックスコミューン (バンダイ、2006年)
- ふたりはプリキュア Splash Star エクセレントシリーズ  クリスタルコミューン (バンダイ、2006年)
- きらりん☆レボリューション きら☆トコ (タカラトミー、2006年)
- マイメロディ メロディコンパクト (アガツマ、2006年)
- Yes!プリキュア5 ピンキーキャッチュ (バンダイ、2007年)
- Yes!プリキュア5GoGo! 変身ケータイ!キュアモ (バンダイ、2008年)
- しゅごキャラ! アミュレットしゅごたま (タカラトミー、2008年)
- フレッシュプリキュア! 変身ケータイ手帳 リンクルン (バンダイ、2009年)
- ハートキャッチプリキュア! ココロポット (バンダイ、2010年)
- リルぷりっ リルキャラ!くるくるコレクション (セガトイズ、2010年)
- プリキュアオールスターズ プリートフォン (バンダイ、2012年)
- プリティーリズム スマートポッドタッチ (タカラトミー、2012年)
- プリキュアケータイ プリートフォン ドキドキプラス (バンダイ、2013年)
- ドキドキ!プリキュア マジカルラブリーパッド (バンダイ、2013年)
- Tamagotchi P's feat. アイカツ! Set (バンダイ、2013年)
- アイカツ! アイカツフォンスマート (バンダイ、2013年)
- プリティーリズム スマートポッドショット (タカラトミー、2013年)
- ハピネスチャージプリキュア! キュアライン (バンダイ、2014年)
- アイカツ! アイカツフォンルック (バンダイ、2014年)
- プリパラ プリパス アイドルリンク (タカラトミー、2014年)
- ジュエルペット ジュエルポッド プレミアムハート (セガトイズ、2014年)
- ジュエルペット ジュエルパッド (セガトイズ、2014年)
- Go!プリンセスプリキュア プリンセスプリキュアレッスンパッド (バンダイ、2015年)
- ジュエルペット ジュエルウォッチ (セガトイズ、2015年)
- プリパラ サイリウムミラクルパクト (タカラトミー、2015年)
- ディズニーキャラクター マジカルポッド (セガトイズ、2015年)
- アイカツスターズ! アイカツ! モバイル (バンダイ、2016年)
- 魔法つかいプリキュア! リンクルスマホン (バンダイ、2016年)
- リルリルフェアリル フェアリルパッド (セガトイズ、2016年)
- リルリルフェアリル フェアリルカメラ (セガトイズ、2016年)
- ヒミツのここたま ここたまフレンズ (バンダイ、2016年)
- リルリルフェアリル フェアリル～魔法の鏡～ (セガトイズ、2017年)
- キラキラ☆プリキュアアラモード いらっしゃいませ！キラパティショップへ☆ (バンダイ、2017年)
- ディズニーキャラクターズ Magical Mepod (セガトイズ、2017年)
- HUGっと!プリキュア おしごといろいろ!プリキュアミライパッド (バンダイ、2018年)
- ディズニー＆ディズニー/ピクサーキャラクターズ マジカル・ミー・パッド (セガトイズ、2018年)
- スター☆トゥインクルプリキュア おせわしてフワ☆トゥインクルブック (バンダイ、2019年)
- ディズニーキャラクターズ Princess Pod (セガトイズ、2019年)
- ヒーリングっど♥プリキュア ラビリンのヒーリングルームバッグ (バンダイ、2020年)
- すみっコぐらし すみっコさがし (タカラトミー、2020年5月)
- プリ☆チャン プリたまGO（タカラトミーアーツ、2020年7月）
- すみっコぐらし すみっコキャッチ (タカラトミー、2020年7月)
  - すみっコぐらし すみっコキャッチDX (タカラトミー、2020年10月)
- すみっコぐらし すみっコみっけ (タカラトミー、2021年10月)
- トロピカル〜ジュ!プリキュア マーメイドアクアポット (バンダイ、2021年)
- すみっコぐらし すみっコウォーター（タカラトミー、2022年7月）
  - すみっコぐらし すみっコウォーターDX（タカラトミー、2022年10月）
- すみっコぐらし なでて！あるいて！チェンジでおせわ！ すみっコフレンド（タカラトミー、2023年4月）
- すみっコぐらし おせわでいっぱいアプリがプラス すみっコスマホ（タカラトミー、2023年10月）
- ちいかわといっしょ（バンダイ、2023年）
- すみっコぐらし 大きな画面で世界が広がる！すみっコスマホワイド プレミアムセット（タカラトミー、2024年12月）
- すみっコガチャ（タカラトミー、2025年3月）

### その他
- アンパンマン 液晶アニメつきメロディケータイ (ジョイパレット、2008年)
- オレカバトル オレカンペキデバイス (タカラトミー、2013年)
- オレカバトル オレカンペキデバイスG (タカラトミー、2014年)
- アンパンマン もしもしおでかけスマートフォン (ジョイパレット、2015年)
- 妖怪ウォッチ 妖怪Pad (バンダイ、2015年)
- 妖怪ウォッチ 妖怪Pad S (バンダイ、2016年)
- カーズ３ ふってアクション！ スマートフォンドライブ (セガトイズ、2017年)
- ゲームギアミクロ(セガ、2020年)